# Mike Farmer
Don Michael "Mike" Farmer (Oklahoma City, Oklahoma, 26 de septiembre de 1936) es un exjugador y exentrenador de baloncesto estadounidense que disputó ocho temporadas de la NBA. Con 2,00 metros de estatura, jugaba en la posición de alero. Fue campeón universitario con la Universidad de San Francisco en 1956.

## Trayectoria deportiva

### Universidad
Jugó durante cuatro temporadas con los Dons de la Universidad de San Francisco. Coincidió con dos grandes jugadores de la época en el equipo, Bill Russell y K.C. Jones, junto a los que ganó el título de campeones de la NCAA en 1956. En las semifinales del torneo fue el máximo anotador, con 27 puntos ante Southern Methodist. En el total de su trayectoria universitaria promedió 10,6 puntos y 8,3 rebotes por partido. en 1958 fue incvluido en el tercer equipo All-American.

### Profesional
[actualizar]